# جنسن اینترسپتور

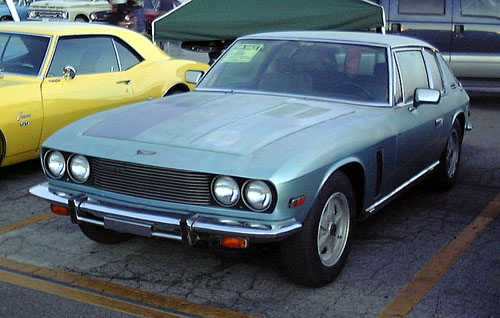

جنسن اینترسپتور (Jensen Interceptor) خودرویی است که در سال‌های ۱۹۶۶ تا ۷۶>۶،۴۰۸ producedتولید شده‌است. 
این خودرو در کلاس خودرو GT قرار گرفته، طراحی آن خودروهای موتور جلو-محور عقب بوده طول آن در حالت طبیعی ۱۸۶ اینچ (۴٬۷۲۴٫۴ میلیمتر)، عرض آن در حالت طبیعی ۶۹ اینچ (۱٬۷۵۲٫۶ میلیمتر) و ارتفاع آن در حالت طبیعی ۵۳ اینچ (۱٬۳۴۶٫۲ میلیمتر) و وزن آن در حالت طبیعی ۳٬۵۰۰ پوند (۱٬۵۸۸ کیلوگرم) است. سیستم جعبه‌دندهٔ آن ۳ دنده به دو صورت خودکار و دستی است.